# Cédric Villani
Cédric Villani, född 5 oktober 1973 i Brive-la-Gaillarde, är en fransk matematiker och politiker. Han är specialist på statistisk mekanik och mottog Fieldsmedaljen 2010. År 2017 valdes han in i den franska nationalförsamlingen för partiet La République En Marche!. 